# Josef Ternström
Carl Josef Ternström (Gävle, 4 december 1888 – Söderala, 2 mei 1953) was een Zweedse atleet.

## Biografie
Ternström nam deel aan de Olympische Zomerspelen 1912 en won de gouden medaille met het veldloopteam.

## Palmares

### veldlopen
- 1912: 5e OS (individueel) - 47.07,7
- 1912:  OS (landenteams)